# Боцвана на Светском првенству у атлетици на отвореном 2017.
Боцвана на Светском првенству у атлетици на отвореном 2017. одржаном у Лондону од 4. до 13. августа, учествовала шеснаести пут, односно учествовала је на свим светским првенствима одржаним до данас. Репрезентацију Боцване представљало је 5 атлетичара који су се такмичили у 4 дисциплинe.,
Боцвана није освојила ниједну медаљу. Такмичари Боцване су оборили један национални и један лични рекорд. У табели успешности према броју и пласману такмичара који су учествовали у финалним такмичењима (првих 8 такмичара) Боцвана је са 4 учесника у финалу делила 29. место са 14 бодова.
| Плас. | Земља   | 1. место | 2. место | 3. место | 4. место | 5. место | 6. место | 7. место | 8. место | Бр. финал. | Бод. |
| ----- | ------- | -------- | -------- | -------- | -------- | -------- | -------- | -------- | -------- | ---------- | ---- |
| =29   | Боцвана | 0        | 0        | 0        | 1        | 1        | 1        | 1        | 0        | 4          | 14   |

## Учесници
Мушкарци:
- Ајзак Маквала — 200 м, 400 м, 4 х 400 м
- Баболоки Тебе — 400 м, 4 х 400 м
- Карабо Сибанда — 400 м, 4 х 400 м
- Најџел Ејмос — 800 м, 4 х 400 м
- Onkabetse Nkobolo — 4 х 400 м

## Резултати

### Мушкарци
| Атлетичар                                                   | Дисциплина | Лични рекорд | Квалификације | Квалификације | Полуфинале           | Полуфинале           | Финале                | Финале         | Детаљи |
| Атлетичар                                                   | Дисциплина | Лични рекорд | Резултат      | Место         | Резултат             | Место                | Резултат              | Место          | Детаљи |
| ----------------------------------------------------------- | ---------- | ------------ | ------------- | ------------- | -------------------- | -------------------- | --------------------- | -------------- | ------ |
| Ајзак Маквала                                               | 200 м      | 19,77 НР     | 20,20 КВ      | 1. у гр. 8    | 20,14 КВ             | 2. у гр. 1           | 20,44                 | 6 / 46 (50)    |        |
| Ајзак Маквала                                               | 400 м      | 43,72 НР     | 44,55 КВ      | 1. у гр. 5    | 44,30 КВ             | 1. у гр. 3           | 44,63                 | Није стартовао |        |
| Баболоки Тебе                                               | 400 м      | 44,02        | 44,82 КВ      | 3. у гр. 3    | 44,33 КВ             | 2. у гр. 2           | 44,66                 | 4 / 49 (52)    |        |
| Карабо Сибанда                                              | 400 м      | 44,25        | 47,44         | 7. у гр. 6    | Није се квалификовао | Није се квалификовао | Није се квалификовао  | 46 / 49 (52)   |        |
| Најџел Ејмос                                                | 800 м      | 1:41,73 НР   | 1:47,10 КВ    | 1. у гр. 5    | 1:46,29 КВ           | 2. у гр. 1           | 1:45,83               | 5 / 44 (49)    |        |
| Onkabetse Nkobolo Баболоки Тебе Најџел Ејмос Карабо Сибанда | 4 х 400 м  | 3:01,89 НР   | 3:06,50       | 7. у гр. 2    |                      |                      | Нису се квалификовали | 14 / 16        |        |